# Bärbel Bas
Bärbel Bas (Duisburg-Walsum, 1968. május 3. –) német politikus. 2025-től a Németország Szociáldemokrata Pártja (SPD) társ-elnöke és szövetségi munka- és szociális ügyi miniszter.

## Életpályája
1988-ban az SPD tagja lett. 
1994 és 2002 a duisburgi városi tanács tagja volt.
2009-ben a Bundestag tagja lett, majd 2021 és 2025 között elnöke.

## Magánélete
Siegfried Ambrosius (1941–2020) volt a férje.

## Fordítás
Ez a szócikk részben vagy egészben  a   Bärbel Bas című német Wikipédia-szócikk fordításán alapul.  Az eredeti cikk szerkesztőit annak laptörténete sorolja fel. Ez a jelzés csupán a megfogalmazás eredetét és a szerzői jogokat jelzi, nem szolgál a cikkben szereplő információk forrásmegjelöléseként.